# Железоделательный завод святой Анны
Заво́д А́нны (А́нненский заво́д) (фин. Annantehdas) — бывший чугунолитейный завод, находившийся на территории Российской империи в период с 1814 по 1905 годы.

## История
В 1804 году граф Алексей Григорьевич Орлов-Чесменский приобрёл земли Суоярви. После этого Суоярви получило основу для развития будущей промышленности. Завод начал работу в 1809 году после постройки экспериментальной доменной печи, и к 1814 году было фактически построено здание завода. Располагался на восточном берегу озера Салонъярви в устье реки Каратйоки. Завод получил имя графини Анны, а затем стал именоваться заводом святой Анны.
Первые рабочие завода были привезены из Московской губернии. Завод быстро рос, в его работе прямо или косвенно было задействовано свыше 1000 человек. К 1850 году он обладал самой большой доменной печью в Финляндии. Кроме самого здания завода на территории располагалось несколько бараков для рабочих и складских помещений.
Озёрная руда, которую добывали из озёр Салонъярви и Суоярви, была очень хорошего качества. Известь, необходимую для производства, добывали в районе реки Ханхийоки. Завод во второй половине 19 века был основным поставщиком чугуна для Александровского завода в Петрозаводске. Лучшие пушки на тот момент в России отливали из чугуна завода Святой Анны. В 1877 году образцы руд Суоярвского завода были удостоены бронзовой медали на Всемирной выставке в Париже.
Анненский завод принадлежал Орловым до 1825 года, потом его купили Петербургские купцы Громовы, а дальше завод до начала XX века принадлежал казне до самого закрытия. А в его истории первая четверть девятнадцатого века названа Анненским временем.
В середине 19 века завод был передан под управление департамента, позже в 1880 году перешёл в третьи руки, в это время основное производство чугуна было перенесено на Урал, после этого производство пошло на убыль, полностью деятельность завода Святой Анны была прекращена в 1905 году. С 1827 по 1899 годы на заводе Святой Анны было произведено 76 208 тонн чугуна и 712 тонн кованного железа. После закрытия завода экономика Суоярви была переориентирована на деревообработку.